# Roberto Pacheco
Roberto Pacheco (ur. 21 lutego 1952) – portorykański judoka. Olimpijczyk z Monachium 1972, gdzie zajął trzynaste miejsce w wadze lekkiej.
Uczestnik mistrzostw świata w 1971 roku. 

## Letnie Igrzyska Olimpijskie 1972
| Konkurencja | Eliminacje            | Eliminacje             | Klas. końcowa |
| Konkurencja | Przeciwnik I          | Przeciwnik II          | Miejsce       |
| ----------- | --------------------- | ---------------------- | ------------- |
| 63 kg       | Xavier Boissy (SEN) Z | Wolfram Koppen (FRG) P | 13.           |